# Graham Rix
Graham Cyril Rix (* 23. Oktober 1957 in Doncaster, South Yorkshire, England) ist ein ehemaliger englischer Fußballspieler und aktueller Trainer. Nach seiner letzten Trainerstation beim schottischen Verein Heart of Midlothian ist Rix seit dem 22. März 2006 ohne berufliche Beschäftigung.

## Werdegang als Fußballspieler

### FC Arsenal
Ursprünglich aus Doncaster stammend – gelegen in der Grafschaft Yorkshire –, schloss sich Rix 1974 der Jugendabteilung des FC Arsenal an und unterschrieb zwei Jahre später dort seinen ersten Profivertrag. Am 2. April 1977 debütierte er für seinen Verein in der Partie gegen Leicester City und schoss dabei das erste Tor des Spiels. Er spielte sich fortan in die Stammformation, ersetzte auf der linken Außenseite seinen Konkurrenten George Armstrong und bildete mit Liam Brady ein leistungsstarkes Duo im offensiven Mittelfeld, das einen entscheidenden Anteil daran hatte, dass Arsenal zwischen 1978 und 1980 drei Endspiele im FA Cup in Serie erreichte. Gewinnen konnte Arsenal jedoch nur im Jahre 1979, als im Finale Manchester United mit 3:2 besiegt wurde. Rix gab dabei die Flanke zum 3:2 durch Alan Sunderland in der letzten Spielminute, wobei Manchester nur wenige Sekunden zuvor den 2:2-Ausgleich erzielt hatte.
Im Jahre 1980 erreichte Arsenal das Endspiel im Europapokal der Pokalsieger gegen den FC Valencia und ging nach einem 0:0 nach Verlängerung ins Elfmeterschießen. Dort verschoss Rix seinen Strafstoß und Arsenal unterlag. Nach dem Wechsel von Liam Brady zu Juventus Turin glaubten nicht wenige daran, dass auch Rix Arsenal verlassen würde. Er blieb jedoch in London und wurde sogar 1983 zum Mannschaftskapitän befördert. Da sich Arsenal zur Mitte der 1980er-Jahre in einer sportlichen Krise befand, konnte Rix jedoch keinen weiteren Titel gewinnen.

### Stationen nach der Arsenal-Zeit
Eine Verletzungsserie an der Achillessehne sorgte dann dafür, dass ab der Mitte der 1980er-Jahre häufig pausieren musste und er dadurch seinen Stammplatz an Martin Hayes verlor. Er wurde in der Spätphase seiner Zeit bei Arsenal noch an den FC Brentford ausgeliehen, bevor er 1988 – nach 51 Toren in 464 Spielen – den Verein verließ, um in Frankreich für die Klubs SM Caen und AC Le Havre zu spielen. In den vier Jahren brachte Rix es auf 100 Erstligaeinsätze und neun Treffer; größere Erfolge waren ihm dort aber nicht vergönnt, weil er mit Caen in den ersten beiden Jahren nur knapp dem Abstieg entging und anschließend zweimal nicht mehr als ein Mittelfeldplatz heraussprang. 1992 kehrte er nach Schottland zum FC Dundee auf die britischen Inseln zurück, um dort 1993 seine aktive Fußballerlaufbahn zu beenden.

### Nationalmannschaftskarriere
Nach der wenig erfolgreichen EM 1980 in Italien, bei der der englische Nationaltrainer Ron Greenwood auf offensive Flügelspieler wie Peter Barnes oder Laurie Cunningham aus taktischen Gründen verzichtet hatte, wurde Rix im Zuge eines Neuaufbaus erstmals beim 4:0-Sieg in Norwegen während eines Qualifikationsspiels für die WM 1982 in Spanien in der englischen Nationalmannschaft eingesetzt. Im weiteren Verlauf der Qualifikationsphase absolvierte er in den nächsten 14 Monaten weitere sechs Länderspiele und etablierte sich zunehmend auf der linken Seite als Stammspieler, wobei lediglich Tony Morley von Aston Villa ein Konkurrent für seine Position war, da Barnes und Cunningham zunehmend schlechtere Perspektiven in der Nationalmannschaft besaßen. Steve Coppell war auf der rechten Außenseite unumstritten und so hing es von Greenwoods taktischer Vorgabe ab, ob Rix als zusätzlicher linker Flügelspieler benötigt wurde. Trotz nur zweier Einsätze als Einwechselspieler in der unmittelbaren Vorbereitung zu der Weltmeisterschaftsendrunde, sollte Rix dann aber beim Turnier in allen Spielen zum Zuge kommen. Dies lag vor allem darin begründet, dass die taktische Vorgabe mit zwei offensiven Flügelspielern im Mittelfeld beim 3:1-Auftaktsieg Englands gegen Frankreich gut funktionierte, zumal er auf der linken Seite ein eingespieltes Duo mit seinem Mannschaftskameraden von Arsenal und linken Außenverteidiger Kenny Sansom bildete.
Nach der Weltmeisterschaft war Rix zunächst auch unter dem neuen Trainer Bobby Robson weiterhin in der Mannschaft und absolvierte zwei Länderspiele gegen Dänemark und Deutschland. Da sich seine Form und die seines Vereins fortan deutlich verschlechterte und mit John Barnes ein sehr hoffnungsvolles Talent als Alternative auf der Position von Rix anbot, wurde er nur noch sehr sporadisch in die Nationalmannschaft berufen und kam 1984 zu seinem 17. und letzten Länderspiel.

## Trainerlaufbahn

### FC Chelsea
Nachdem Rix bereits in Dundee auch Traineraufgaben erfüllt hatte, schloss er sich im Sommer 1993 dem FC Chelsea als Jugendtrainer an. Während einer Welle von Verletzungen im Profikader von Chelsea wurde er später kurzfristig wieder in der Spielerkader beordert und kam sogar im Mai 1995 in der Premier League gegen seinen alten Klub von Arsenal zum Einsatz. Nur ein Jahr später wurde er Kotrainer unter dem neuen Trainer Ruud Gullit und arbeitete in der gleichen Rolle auch unter Gullits Nachfolger Gianluca Vialli, mit dem er 1997 den FA Cup und den Ligapokal sowie 1998 den Europapokal der Pokalsieger gewann.
Im März 1999 wurde Rix aufgrund sexueller Handlungen mit einer Minderjährigen zu einer einjährigen Haftstrafe verurteilt. Nachdem er sechs Monate im Gefängnis verbüßt hatte, führte er seine Arbeit in Chelsea fort und gewann im Jahr 2000 erneut den FA Cup, bevor er dann nach der Entlassung Viallis durch Ken Bates den Verein verließ.

### Portsmouth und Oxford
Rix trainierte zwischen 2001 und 2002 den FC Portsmouth und wurde dann durch Harry Redknapp ersetzt. Im Jahre 2004 betreute er sieben Monate lang den Viertligisten Oxford United, den er jedoch von einem zunächst sicher geglaubten direkten Aufstiegsplatz noch auf den neunten Platz hinunter fallen ließ und damit sogar die Qualifikation zu den Play-off-Begegnungen verpasste. Als sich die Leistungen Oxfords auch zu Beginn der Saison 2004/05 nicht verbesserten, wurde er von der Vereinsführung beurlaubt.

### Heart of Midlothian
Am 7. November 2005 wurde die Verpflichtung von Rix durch den schottischen Premier-League-Verein Heart of Midlothian bekannt gegeben, wobei er die reine Trainertätigkeit übernehmen und noch ein weiter Sportdirektor für den Kauf neuer Spieler verpflichtet werden sollte (im Gegensatz zu dem herkömmlichen Trainerprofil wird in Großbritannien normalerweise der Trainer als „Manager“ bezeichnet, der sich neben der sportlichen Mannschaftsbetreuung auch für die Abwicklung von Spielertransfers verantwortlich zeigt). 
Im Februar 2006 äußerte sich Rix jedoch sehr unzufrieden über die Zusammenarbeit mit dem Eigentümer Wladimir Nikolajewitsch Romanow und beklagte sich darüber, dass dieser Einfluss auf die sportlichen Belange in der Mannschaft ausübe. Nur einen Monat später wurde er von Roman Nikolajewitsch Romanow – Sohn von Wladimir Romanow und Präsident des Vereins – entlassen, mit der offiziellen Begründung, dass man mit den erzielten Ergebnissen nicht zufrieden sei.

## Erfolge als Spieler
- FA-Cup-Sieger: 1979